# Окалёнка
Окалёнка — деревня в Шаблыкинском районе Орловской области России. Входит в состав Хотьковского сельского поселения.

## География
Деревня находится в западной части Орловской области, в лесостепной зоне, в пределах центральной части Среднерусской возвышенности, на берегах реки Околенки, к востоку от автодороги 54К-18, на расстоянии примерно 12 километров (по прямой) к северо-востоку от посёлка городского типа Шаблыкино, административного центра района. Абсолютная высота — 201 метр над уровнем моря.

### Климат
Климат умеренно континентальный, с умеренно холодной зимой и тёплым летом. Среднегодовая температура воздуха — 4,9 °C. Средняя многолетняя температура самого холодного месяца (января) составляет −9,7 °С, средняя температура самого тёплого (июля) — 19 °С. Среднегодовое количество осадков составляет 490—590 мм, из которых большая часть выпадает в тёплый период. Устойчивый снежный покров сохраняется в течение 126 дней.

### Часовой пояс
Деревня Окалёнка, как и вся Орловская область, находится в часовой зоне МСК (московское время). Смещение применяемого времени относительно UTC составляет +3:00.

## Население
| 2010 |
| ---- |
| 15   |

### Половой состав
По данным Всероссийской переписи населения 2010 года в гендерной структуре населения мужчины составляли 40 %, женщины — соответственно 60 %.

### Национальный состав
Согласно результатам переписи 2002 года, в национальной структуре населения русские составляли 100 % из 41 чел.